# (22395) 1994 TD3
1994 تي دي 3 (ويعرف أيضًا باسم (22395) 1994 تي دي 3 وفق تسمية الكوكب الصغير) (بالإنجليزية: 1994 TD3)‏ هو كويكب ضمن حزام الكويكبات؛ وترتيبه 22395 من حيث الاكتشاف.
اكتُشف هذا الجُرم الفلكي بواسطة Kin Endate ‏ في 2 أكتوبر 1994.

## وصلات خارجية
- (22395) 1994 TD3 في قاعدة بيانات مختبر الدفع النفاث لأجرام النظام الشمسي الصغيرة

- الاكتشاف · مخطط المدار ·  العناصر المدارية · المعلمات المادية

- (22395) 1994 TD3 على موقع ويكي سكاي: DSS2, SDSS, GALEX, IRAS, Hydrogen α, X-Ray, Astrophoto, Sky Map, Articles and images